# Kanton Côte d’Argent
Der Kanton Côte d’Argent ist seit 2015 ein französischer Wahlkreis in den Arrondissements Dax und Mont-de-Marsan im Département Landes in der Region Nouvelle-Aquitaine; sein Hauptort ist Mimizan. 

## Gemeinden
Der Kanton besteht aus 16 Gemeinden mit insgesamt 25.599 Einwohnern (Stand: 1. Januar 2022) auf einer Gesamtfläche von 967,82 km²:
| Gemeinde             | Einwohner 1. Januar 2022 | Fläche km² | Dichte Einw./km² | Code INSEE | Postleitzahl | Arrondissement |
| -------------------- | ------------------------ | ---------- | ---------------- | ---------- | ------------ | -------------- |
| Aureilhan            | 1.117                    | 11,51      | 97               | 40019      | 40200        | Mont-de-Marsan |
| Bias                 | 787                      | 20,95      | 38               | 40043      | 40200        | Mont-de-Marsan |
| Castets              | 2.510                    | 90,18      | 28               | 40075      | 40260        | Dax            |
| Léon                 | 2.182                    | 64,45      | 34               | 40150      | 40550        | Dax            |
| Lévignacq            | 345                      | 42,32      | 8                | 40154      | 40170        | Dax            |
| Linxe                | 1.550                    | 80,93      | 19               | 40155      | 40260        | Dax            |
| Lit-et-Mixe          | 1.704                    | 112,95     | 15               | 40157      | 40170        | Dax            |
| Mézos                | 855                      | 89,05      | 10               | 40182      | 40170        | Mont-de-Marsan |
| Mimizan              | 7.449                    | 114,83     | 65               | 40184      | 40200        | Mont-de-Marsan |
| Pontenx-les-Forges   | 1.737                    | 80,62      | 22               | 40229      | 40200        | Mont-de-Marsan |
| Saint-Julien-en-Born | 1.738                    | 72,93      | 24               | 40266      | 40170        | Dax            |
| Saint-Michel-Escalus | 324                      | 17,59      | 18               | 40276      | 40550        | Dax            |
| Saint-Paul-en-Born   | 982                      | 43,53      | 23               | 40278      | 40200        | Mont-de-Marsan |
| Taller               | 680                      | 41,07      | 17               | 40311      | 40260        | Dax            |
| Uza                  | 188                      | 12,88      | 15               | 40322      | 40170        | Dax            |
| Vielle-Saint-Girons  | 1.451                    | 72,03      | 20               | 40326      | 40200        | Dax            |
| Kanton Côte d’Argent | 25.599                   | 967,82     | 26               | 4003       | –            | –              |